# Micropedina
Micropedina is een geslacht van uitgestorven zee-egels uit de familie Arbaciidae.

## Soorten
- Micropedina cotteaui (Coquand, 1862) †
- Micropedina gongilensis Brighton, 1925 †
- Micropedina olisiponensis (Forbes, 1850) †
- Micropedina simplex Abdelhamid, 2014 †